# Riccardo De Magistris
Riccardo De Magistris (ur. 2 czerwca 1954 we Florencji) – włoski piłkarz wodny, srebrny medalista olimpijski z Montrealu. 
Jeden raz uczestniczył na letnich igrzyskach olimpijskich (IO 1976). Na nich wraz z kolegami zdobył srebrny medal. Zagrał wtedy w 8 meczach, nie zdobywając żadnej bramki.
Jego brat Gianni również zdobył srebrny medal w piłce wodnej na igrzyskach olimpijskich w 1976 (był pięciokrotnym olimpijczykiem).